# Pisione hainanensis
Pisione hainanensis är en ringmaskart som beskrevs av Wu, Ding och Huang 1998. Pisione hainanensis ingår i släktet Pisione och familjen Pisionidae. Inga underarter finns listade i Catalogue of Life.